# مایوآ
مایوآ (به اسپانیایی: Malloa) یک شهرستان‌ در شیلی است که در کاچاپوآل واقع شده‌است. مایوآ ۱۱۲٫۶ کیلومتر مربع مساحت و ۱۲٬۳۴۲ نفر جمعیت دارد و ۲۵۴ متر بالاتر از سطح دریا واقع شده‌است.